# Spia contro spia
Spia contro spia (titolo originale: Spy/Counterspy) è un romanzo autobiografico pubblicato per la prima volta nel 1974 dall'agente segreto serbo Dušan Popov.
L'autore, arruolato dai servizi della Germania nazista durante la seconda guerra mondiale sotto lo pseudonimo Tricycle (Triciclo), faceva il doppio gioco per l'Intelligence britannica MI5.
È stato tradotto in italiano per la prima volta nel 1974 da C. Chiaffrino per Bompiani.

## Trama
Con uno stile brillante, capace di mescolare autobiografia e romanzo di spionaggio, Popov, rampollo di una ricca famiglia serba, racconta della sua giovinezza divisa tra Titel, sua città natale, e Ragusa (città facenti parte dell'Impero Austro-Ungarico e, dopo il 1918, del Regno di Jugoslavia).
Poliglotta sin dall'adolescenza, studia tra Parigi e Belgrado, dove consegue la laurea in giurisprudenza, e infine all'Università di Friburgo, presso cui ottiene dottorato in legge nel 1936. Qui diventa amico inseparabile di Johann Jebsen, figlio di ricchi armatori tedeschi.
Lo studente Popov, dandy liberale e spaccone, ben presto attira su di sé l'avversione dei nazisti, finché la Gestapo lo mette in stato di detenzione provvisoria. L'amico Jebsen allerta allora la famiglia Popov, affinché attivasse le proprie amicizie in Germania per evitare al figlio il campo di concentramento. Il giovane viene infine liberato, ma l'episodio lo rende un convinto antinazista. Successivamente, Jebsen viene reclutato dall'Abwehr, il servizio d'informazione militare tedesco, e propone all'amico di diventare anche lui una spia per la Germania. Popov, reclutato a sua volta dai tedeschi, informa lo spionaggio britannico, proponendosi di fare il doppio gioco trasmettendo ai tedeschi le informazioni false che gli passavano i servizi inglesi.
Inviato in Inghilterra dall'Abwehr, grazie alla sua copertura di giovane e ricco avvocato d'affari, amante della bella vita, Popov diventa rapidamente uno dei principali elementi del Sistema XX (o Sistema della Doppia Croce), la rete di controspionaggio organizzata dall'MI5. Particolarmente attivo in Portogallo, paese neutrale, al tavolo del baccarà del Casino dell'Hotel Palácio di Lisbona Popov mette a segno un clamoroso bluff contro un ricco lituano (a questo episodio si ispirerà Ian Fleming, allora agente segreto britannico, che assistette alla scena, nello scrivere Casino Royale, il primo romanzo della fortunata serie su James Bond).
Inviato dall'Abwehr nel 1941 negli Stati Uniti a capo di una rete di spie, Popov rapidamente associa l'attacco compiuto dagli inglesi alla base navale di Taranto utilizzando una portaerei all'interesse giapponese per la base della marina americana nelle Hawai. Convinto che i giapponesi l'avessero presa di mira per attaccare la flotta americana, Popov trasette un dettagliato questionario riguardante Pearl Harbor ai servizi americani. Tuttavia il capo dell'FBI, J. Edgar Hoover, che non si fida di lui per i suoi comportamenti da playboy, lo accusa di prossenitismo, non dando alcun credito alle sue informazioni.
Nel 1944 Popov partecipa all'Operazione Fortitude. Tuttavia, l'arresto dell'amico Johann Jebsen, doppiogiochista come Popov, allarma i vertici dei servizi britannici, i quali, nel timore che anche Popov venga scoperto, cessano di passargli informazioni, per poi riprendere dopo un certo tempo, non evidenziandosi alcun indizio che Popov fosse stato scoperto.  

## Critica
Il titolo richiama l'obiettivo del controspionaggio: combattere il nemico attraverso l'attività di agenti doppiogiochisti. In quegli anni era opinione condivisa che per vincere la seconda guerra mondiale fosse necessario vincere la battaglia dello spionaggio.
La lettura del libro di Popov ci introduce a quelle che erano le tecniche utilizzate dagli allora servizi d'intelligence. Nulla di confrontabile ovviamente con le attuali metodologie. Tuttavia anch'esse erano caratterizzate dallo stesso spirito di riservatezza e circospezione. Inchiostro simpatico, microfoni per intercettazioni (lui stesso scoprì di esserne stato vittima), codici e stratagemmi da impiegare per le comunicazioni, parole d'ordine e risposte da dare per il riconoscimento, cambi di residenza continui, macchine fotografiche – i tedeschi ne avevano messo a punto una, chiamata Mikropunkt, che consentiva di ridurre un'intera pagina in una pellicola dalle dimensioni di un puntino – ma anche semplici capelli apposti come sigilli per verificare l'apertura incontrollata di valigie.
Con un linguaggio che evita eccessivi termini tecnici e tende al dialogo e uno stile romanzato, Duško Popov ricostruisce attraverso le proprie esperienze il clima che regnava negli anni del secondo conflitto mondiale negli ambienti della diplomazia e dello spionaggio. Una guerra parallela alle azioni belliche, fatta di diffidenza contro ogni informazione spesso non rispondente alla realtà e di uomini che, come lui, pur di veder affermati i propri ideali avendo un ruolo predominante erano disposti a lavorare nel controspionaggio, esponendosi al rischio di essere scoperti. 

## Edizioni

### In italiano
- Spia contro spia, traduzione di C. Chiaffrino, Milano, Bompiani, 1974.
- Spia contro spia, traduzione di S. Merlo, Palermo, Sellerio Editore, 2018.